# Pierre-Jean Herbinger
Colonel Bressac
Pierre-Jean Herbinger, né le 1er décembre 1899 à Beaumont-sur-Oise, Seine-et-Oise, mort le 30 avril 1972 à Nice, Alpes-Maritimes, est un combattant de la Première Guerre mondiale, devenu ingénieur civil des mines, puis officier de renseignement de la France libre pendant la Seconde Guerre mondiale, Compagnon de la Libération. Il est surtout connu comme fondateur et chef du réseau Mithridate.

## Biographie

### Première Guerre mondiale, puis ingénieur
Pierre-Jean Herbinger prend brillamment part à la fin de la Première Guerre mondiale. Il y est blessé puis réformé mais reçoit la Croix de guerre.
Il reprend ensuite des études, à la faculté de Strasbourg puis à celle de Nancy. Docteur en Sciences, il est ensuite ingénieur civil des mines.

### La France libre
Herbinger refuse l'armistice. Selon l'ordre de la Libération, il se trouve en Espagne en juin 1940 ; selon Noguères, c'est de France qu'il se rend au Portugal. Il s'engage à Lisbonne le 5 septembre 1940 dans les services de la France libre, auprès d'un contact qui lui permet d'en recevoir les consignes.
Il est alors affilié au Bureau central de renseignements et d'action (Service de renseignement) du colonel Passy. Il retourne en France le 5 octobre 1940, chargé de la mission d'y créer un réseau de renseignement militaire.

### Le réseau Mithridate
Il fonde avec Fernand Gibelin en novembre 1940 le réseau « Mithridate », qui s'étend sur la Côte d'Azur, en Italie et dans les îles de Sardaigne et de Corse. Les renseignements militaires sont obtenus à partir de voiliers observant les navires de guerre italiens. Herbinger prend lui-même part à plusieurs missions d'observation en voiliers. Les résultats de ces observations permettent aux Anglais de rejoindre et couler plusieurs navires de la Marine italienne.
Il organise un autre réseau en novembre 1941, implanté en Bretagne nord et aux alentours de Lille. À la même époque, le réseau Mithridate est en partie démantelé par plusieurs arrestations et la neutralisation de deux succursales, en Italie et sur la Côte d'Azur. Lui-même est arrêté par la police française, et torturé. Il est emprisonné à Clermont-Ferrand, puis à Riom en mars 1942. C'est l'intervention de l'ambassadeur des États-Unis à Vichy qui permet sa libération.
Herbinger, qui a pris le pseudonyme de Bressac, est arrêté une deuxième fois en juin 1942. Mais il parvient à s'évader. Il est condamné par contumace à dix ans de prison en août suivant, puis à la peine de mort. À l'époque de cette condamnation par contumace, il échappe à une troisième arrestation, cette fois par la Gestapo dont l'étau se resserre ; deux Allemands sont abattus et il arrive à s'enfuir.
Il donne un nouvel élan à son réseau de novembre 1942 à juin 1943. Le réseau Mithridate qu'il a créé étend ses ramifications à Paris, dans le Nord, en Bretagne, à Bordeaux et à Bayonne. Des réseaux secondaires sont implantés à Toulouse, à Marseille, à Saint-Raphaël, à Lyon, dans les Alpes, dans le Jura, ainsi qu'en Normandie. 
Jusqu'à cette année 1943, lui et son réseau dépendent principalement de l'Intelligence Service. Il est autorisé par les Anglais à se rapprocher du Bureau central de renseignements et d'action (BCRA) dirigé par le colonel Passy. Il récolte des renseignements militaires de la zone occupée et de la zone libre, à partir des principales villes de France.
Herbinger se rend à Londres de mai à août 1943. Il fait homologuer son réseau, son organisation et ses agents par les services de la France libre.

### Vagues d'arrestations
Quand il revient en France, son organisation est atteinte par une vague d'arrestations ; son centre de Paris et celui de Bretagne sont anéantis. Deux mois plus tard, son second, André Aalberg alias « Jean-Louis », est blessé en tentant de s'évader lors de son arrestation le 10 octobre et meurt peu après, à Clermont-Ferrand. La centrale locale du réseau est elle aussi annihilée, de même que celle de Lyon trois jours après, avec l'arrestation de tous les agents de la partie lyonnaise. Herbinger alias Bressac échappe à l'arrestation.
C'est à Paris qu'il installe son nouveau quartier général en novembre 1943. Pendant trois mois, il s'efforce de reconstituer et renforcer son organisation. Malgré les nombreuses arrestations, il réussit à faire parvenir à Londres dix importants courriers de renseignements. Il retourne à Londres en mars 1944 jusqu'au 2 mai suivant, et revient chargé d'implanter et développer un programme de transmissions radio.
Mais il est arrêté lui-même trois semaines plus tard par la Gestapo le 23 mai 1944 ; blessé de deux balles dans le ventre, il est emprisonné dans l'hôpital-prison de la Pitié. Bien que gravement blessé d'une quadruple perforation, il est torturé longuement le 2 juin, puis laissé pour mort pendant trois jours,. Dix jours plus tard, il est opéré ; il essaye de s'évader le 20 juillet.
À la suite de sa tentative d'évasion, il est d'abord transféré dans la prison de Fresnes, puis transféré en Belgique à la Prison de Saint-Gilles. Condamné à mort par les Allemands, il est emmené le 2 septembre 1944 à destination des camps d'extermination, mais libéré le lendemain au cours de son transfert, grâce à une opération du Front de la Résistance belge.
Il est créé Compagnon de la Libération par le décret du 24 mars 1945.

### Après-guerre
La guerre terminée, il reprend sa carrière d'ingénieur. Il devient président-directeur général d'une entreprise minière dans le Gard.
Pierre-Jean Herbinger meurt le 30 avril 1972 à Nice, dans les Alpes-Maritimes, à cause d'un accident de la route. Il est enterré à Saint-Raphaël, dans le Var.

## Hommages et distinctions
- Officier de la Légion d'honneur
- Compagnon de la Libération par décret du 24 mars 1945[2]
- Croix de guerre 1914–1918
- Croix de guerre 1939–1945 (2 citations)
- Médaille de la Résistance française par décret du 31 mars 1947[6]
- Ordre du Service distingué (Royaume-Uni) ;
- Commandeur de l'ordre de Léopold (Belgique).